# Haggart Creek, Muskoka District
Haggart Creek är ett vattendrag i Kanada.   Det ligger i provinsen Ontario, i den sydöstra delen av landet, 300 km väster om huvudstaden Ottawa.
I omgivningarna runt Haggart Creek växer i huvudsak lövfällande lövskog. Runt Haggart Creek är det glesbefolkat, med 8 invånare per kvadratkilometer.